# Cawston, Norfolk
Cawston är en ort och civil parish i Storbritannien.   Den ligger i grevskapet Norfolk och riksdelen England, i den sydöstra delen av landet, 160 km nordost om huvudstaden London. Cawston ligger 45 meter över havet och antalet invånare är 1 390.
Terrängen runt Cawston är platt. Runt Cawston är det ganska tätbefolkat, med 222 invånare per kvadratkilometer. Närmaste större samhälle är Norwich, 17,8 km sydost om Cawston. Trakten runt Cawston består till största delen av jordbruksmark.